# 건어물녀
건어물녀(일본어: 干物女 히모노온나[*])는 일본의 신조어로, 연애를 포기한 여성을 뜻한다. 원래는 만화 호타루의 빛의 주인공 아메미야 호타루의 생활상을 가리키는 말로, 현재는 연애를 포기한 20 ~ 30대 (미혼) 여성을 뜻하게 되었다.
2007년 일본에서 방영된 드라마 호타루의 빛에서 처음 나타난 말로, 여성들의 사회진출이 늘어나면서 사랑, 연애, 결혼에 머물러있던 과거 여성성과 다른 모습에 많은 직장 여성들이 공감하면서 생겨난 유행어이다.
직장에서는 완벽하고 세련되고 깔끔한 외모를 보이며, 다른 사람에게 친절하고 일 처리도 빠르고 정확하다. 반면에 퇴근 후 집에 돌아와서는 외모도 가꾸지 않고 청소도 하지 않은 채로 맥주에 오징어 등 건어물 안주를 곁들어 먹고 애완동물 만을 벗삼는 미혼 여성이다. 주말에도 피곤에 쌓여 잠만 자다 보니 점점 연애에는 관심이 없어지는 등 마치 건어물처럼 연애 세포가 바싹 말라버렸다고 느낀다.

## 같이 보기
- 초식계
- 히키코모리